# Ugione
L’Ugione est un torrent qui prend sa source dans le massif de Livourne pour aller, 14 km plus loin, jusqu’à Stagno aux confins de Livourne et de Collesalvetti. Seul, le torrent Tora (qui prend sa source dans les collines pisanes) le surpasse en longueur. Le cours d’eau est typiquement de type torrentiel (crues en automne et basses eaux au printemps). Son débit est faible en hiver et quasi nul en été.

## Caractéristiques de l’Ugione

### Cours supérieur
L’Ugione avec le Rio Maggiore, prend sa source à Poggio Lecceta  (juste au-dessus de la frazione de Valle Benedetta) à une altitude de 420 m. Sur une bonne partie de son cours, il sépare les communes de Livourne et de Collesalvetti et, près de Stagno, il se dirige vers le nord pour rejoindre le canal de Scolmatore sur le territoire de la commune de Livourne.
Sur les premiers kilomètres de son cours il est alimenté par de nombreux ruisseaux d’une centaine de mètres de long. A deux kilomètres de sa source, le Sambuca est le premier affluent d’importance. L’Ugione passe ensuite par une vallée aux parois abruptes, tout près de Poggi della Fontanaccia (306 m) et Poggi dellade la Quercia (312 m). À partir de là, les affluents sont moins nombreux.
L’Ugione contourne ensuite l’imposante colline de Poggio del Corbolone, dernière hauteur qui se trouve sur le massif de Livourne au nord-ouest. Le cours d’eau, à cet endroit, fait une grande courbe vers l’ouest, alors que juste avant, il se dirigeait vers le nord. A cinquante mètres d’altitude, avant que la faible déclivité ralentisse le cours de l’Ugione, se trouve une petite cascade avec un bassin à sa base.
Ensuite, l’Ugione reçoit son affluent, le Botro dell'Arme. Le ruisseau, long de 2 km, a sa source dans une località, Il Crocione, située à deux pas, sur la route qui mène à Poggio del Corbolone, à 190 m d’altitude. À partir de là, l’Ugione entre dans son cours inférieur.

## Cours inférieur
Le cours inférieur de l’Ugione est caractérisé par une déclivité de plus en plus faible. Les berges sont élevées et échancrées. L’Ugione voit son débit augmenté par l’apport de tous les torrents qui viennent du massif.
Il décrit, tout d’abord, une large courbe vers le nord pour aller brusquement vers l’ouest peu avant de recevoir le Rio Vallelunga di Suese. Sur les kilomètres suivants, il alimente les fermes en eau pour les animaux et les cultures. Il reçoit le Rio Vallelunga et le Rio dell'Acqua Puzzole. À partir de la località Ponte a Ugione, sur la Via Aurelia, l’Ugione est plus large et plus profond. Il reçoit le Rio Cigna venant de la località Limoncino.A Porto di Livorno, le torrent se jette dans les eaux du port industriel de Livourne,

## Affluents

### Rive droite
Cours supérieur :
- Rio Sambuca, 1,7 km.

Cours inférieur :
- Rio la Valletta, 3,9 km
- Rio Vallelunga di Suese, 3,5 km

### Rive gauche
Cours supérieur :
- Botro dell'Arme, 2,5 km.

Cours inférieur :
- Rio Vallelunga, 5 km
- Rio dell'acqua Puzzolente, 7 km
- Rio Cigna, 8,5 km

## Lieux traversés
Cours supérieur :
- Poggio Lecceta, 464 m
- Tiro a segno del Corbolone, 60 m

Cours inférieur :
- Casale Campo al Melo, 22 m
- Casale Lupinato, 20 m
- Casale Poggetto, 13 m
- Località Ponte Ugione sulla Via Aurelia, 3 m
- Porto di Livorno, 0 m

## Sources
- (it) Cet article est partiellement ou en totalité issu de l’article de Wikipédia en italien intitulé « Torrente Ugione » (voir la liste des auteurs).